# 梅爾基斯河

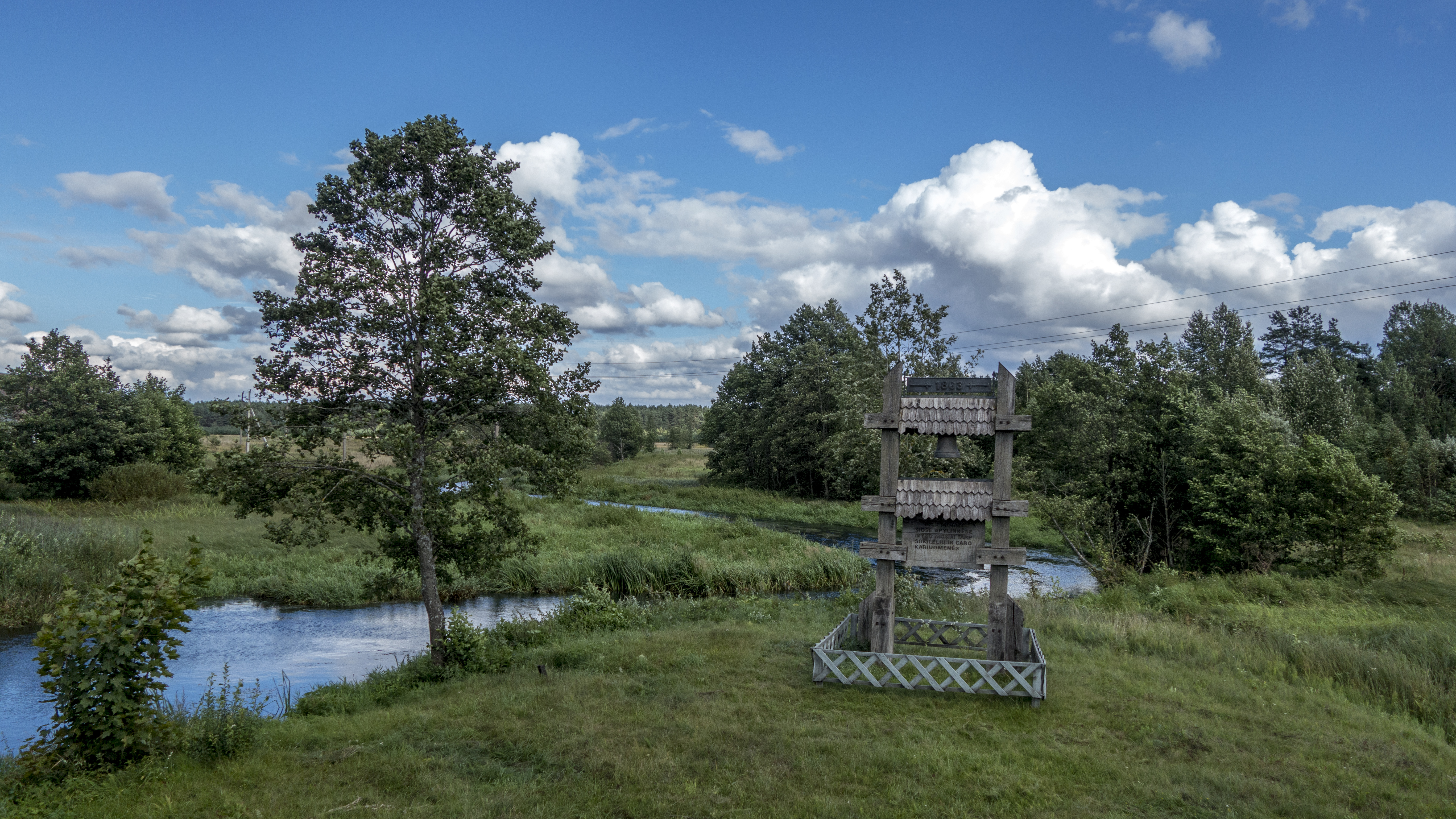
梅爾基斯河

梅爾基斯河（立陶宛語：Merkys，白俄羅斯語：Мяркіс）是東歐的河流，流經立陶宛南部和白俄羅斯北部，屬於尼曼河的支流，河道全長213公里，流域面積4,416平方公里，發源自奧什米亞內西南18公里。
54°09′23″N 24°11′07″E / 54.15639°N 24.18528°E